# مایکل مسا
مایکل مسا (انگلیسی: Maikel Mesa؛ زادهٔ ۴ ژوئن ۱۹۹۱) یک بازیکن فوتبال اهل اسپانیا است.
از باشگاه‌هایی که در آن بازی کرده‌است می‌توان به باشگاه فوتبال اوساسونا اشاره کرد.